# 新宅 (臺南市)
新宅，是臺灣臺南市佳里區的一個傳統地域名稱，位於該區中部略偏東北。相較於今日行政區，其範圍大致包括民安里不含北半葉的東部及西部中央偏南一小段、子龍里西南端、忠仁里北部邊界地帶東段、六安里東部中央凸出部分的東北側及北部中央凸出部分的東北端、佳興里南部邊界地帶中段。
本地區境內主要聚落為同安藔、新宅，佳興國中位於新宅聚落。

## 歷史
台灣日治初期，新宅地區為一街庄，稱為「新宅庄」（舊制街庄），隸屬於佳里興堡。該庄昔日北與佳里興庄為鄰，東與子良廟庄為鄰，南邊東段為下宅仔庄，南邊西段及西邊為蕭壠庄。
1901年（日治明治三十四年）11月11日，全台廢縣廳改設二十廳，該庄隸屬於鹽水港廳。1904年（明治三十七年）4月1日，該庄編入「佳里興區」，隸屬於鹽水港廳。1906年（明治三十九年）4月1日，鹽水港廳內管轄區域調整，該庄改隸屬於「蕭壠區」。1909年（明治四十二年）10月25日，全台合併二十廳為十二廳，蕭壠區改隸屬於臺南廳。1920年（大正九年）10月1日，全台地方制度大改正，廢十二廳改設五州二廳，該庄改制為「新宅」大字，隸屬於臺南州北門郡佳里庄（新制街庄）。1933年12月20日，佳里庄改制為佳里街。
戰後佳里街改制為佳里鎮，隸屬於臺南縣，大字亦改制為里。1950年（民國39年）10月25日，雲、嘉、南分治，佳里鎮仍隸屬於臺南縣。2010年（民國99年）12月25日，臺南縣、市合併為直轄臺南市，佳里鎮改制為佳里區。

## 聚落
本地區發展較早的聚落為新宅、尤厝藔（已消失）、同安藔，在日治初期的官方地圖上已有記載。

## 交通
省道台19線又稱「中央公路」，是彰化至永康的幹道，經過本地區西北端。由該道路北行可前往學甲區、鹽水區、嘉義縣義竹鄉、朴子市等地；南行可前往佳里區佳里市區、西港區、安定區、安南區等地。
市道176號是新山子寮至隆田的道路，經過本地區同安藔聚落北郊。由該道路西行可前往佳里區佳里市區、七股區，並止於省道台76線七股交流道西側，東行可前住麻豆區、官田區，並止於隆田聚落的省道台1線路口。
區道南51線是佳里興至下宅子的道路，經過本地區新宅、同安藔兩聚落。

## 學校
- 佳興國中

## 醫院
- 佳里奇美醫院